# Vuurwerkerplantsoen

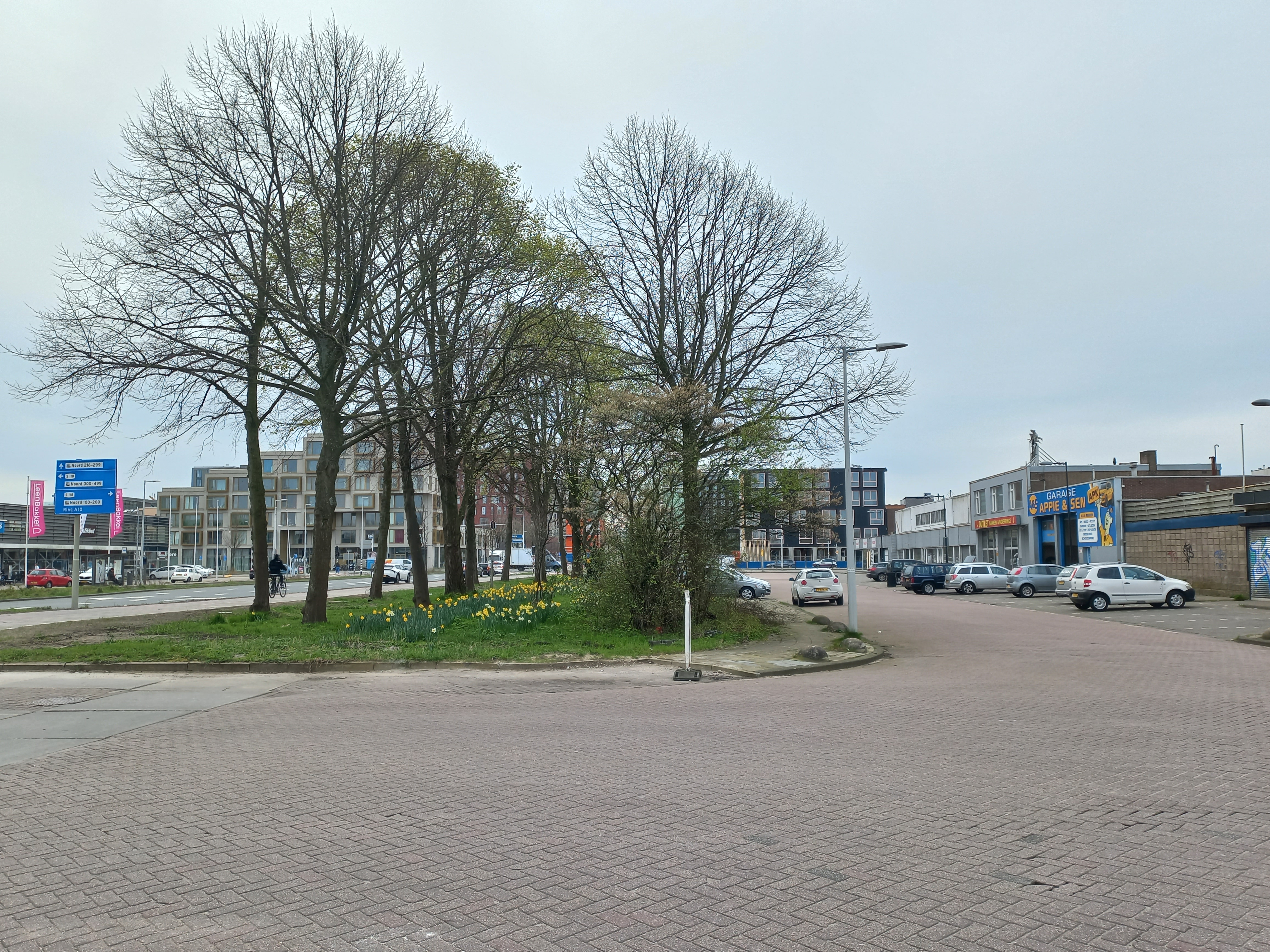
Zuidelijk deel van de Vuurwerkerweg met op de achtergrond woningbouw op voormalig NDSM-terrein (maart 2024)

De Vuurwerkerweg in een straat in Amsterdam-Noord die in de jaren twintig van de 21e eeuw deels wordt omgebouwd door een straat met plantsoen: Vuurwerkerplantsoen.
De straat kreeg haar naam op 27 juni 1962 en werd vernoemd naar een beroep dat veelvuldig voorkwam in de hier alom vertegenwoordigde scheepsbouw, vuurwerker, staande voor smid dan wel lasser. De straat werd gebouwd als een soort bedrijvenpark met bedrijfjes die toeleverancier waren van de scheepsbouw alhier, met name voor de Nederlandsche Dok en Scheepsbouw Maatschappij (NDSM).  In 1979 ging dat bedrijf failliet en in de jaren daarna werd het terrein ontmanteld en klaar gemaakt voor een woon- en kantorengebied. Dat gebied breidde zich steeds verder noordwaarts uit, waarbij de Vuurwerkerstraat steeds meer in de schaduw kwam te liggen van de nieuwe (veel) hoge woon- en kantoortorens.  
De gemeente Amsterdam nam daarop vooruitlopend de beslissing de straten in het buurtje deels te hernoemen. Voor de Vuurwerkerweg zal het betekenen dat na de sloop van de bestaande bebouwing de plek in de openbare ruimte de naam Vuurwerkerplantsoen krijgt. Het plantsoen behelst in het ontwerp alleen het noordelijk deel van de straat; het zuidelijk deel zal waarschijnlijk worden toegevoegd aan de Ridderspoorweg. 
Overigens heeft de Vuurwerkerweg al vanaf het begin het uiterlijk van een plantsoen. Het is/was slechts aan één kant bebouwd, de andere zijde is een groenstrook tussen de Vuurwerkerweg en Ridderspoorweg/Floraweg.